# Nucléase à doigt de zinc
Les nucléases à doigts de zinc sont des enzymes de restriction artificielles créées par la fusion d'un domaine de liaison à l'ADN, de type « doigt de zinc », et d'un domaine catalytique de coupure de l'ADN (nucléase).

## Ingénierie par nucléases à doigts de zinc
Les protéines à doigt de zinc sont présentes dans de nombreux facteurs de transcription. L’ion zinc, que l’on retrouve dans 8 % de l’ensemble des protéines humaines, joue un rôle important dans l’organisation de leur structure tridimensionnelle. Dans les facteurs de transcription, il est le plus souvent situé dans les zones d’interaction protéine/ADN où il stabilise le motif sous forme de doigt de gant. La partie C-terminale de chaque doigt est responsable de la reconnaissance spécifique de la séquence d’ADN.
Les séquences reconnues sont courtes, environ 3 paires de bases, mais par combinaison de 6 à 8 doigts de zinc dont les domaines de reconnaissance ont été caractérisés, il est possible d’obtenir des protéines spécifiques de séquences d’une vingtaine de paires de bases. On peut ainsi contrôler l’expression d’un gène spécifique. Il a été montré que cette stratégie permet de promouvoir un processus d’angiogenèse chez l’animal. Il est également possible de fusionner la protéine ainsi construite avec le domaine catalytique d’une endonucléase afin de provoquer une cassure ciblée de l’ADN et d’utiliser ces protéines comme outils d’ingénierie des génomes.
Pour ce faire, on associe généralement deux protéines, comportant chacune trois doigts de zinc spécifiquement choisis, au domaine catalytique de l’endonucléase Fok I. Les deux protéines reconnaissent deux séquences d’ADN éloignées de quelques nucléotides. La liaison des deux protéines à doigts de zinc sur leurs séquences respectives rapproche les deux endonucléases qui leur sont associées. Ce rapprochement permet leur dimérisation et par suite la coupure de la molécule d'ADN
Plusieurs approches sont utilisées pour concevoir des nucléases à doigts de zinc spécifiques des séquences visées. La plus courante est de combiner entre elles des unités à doigts de zinc dont les spécificités sont connues (assemblage modulaire). Différentes techniques de sélection, utilisant des bactéries, des levures ou des cellules de mammifères, ont été développées pour identifier, parmi les différentes combinaisons, celles qui assurent la meilleure spécificité et la meilleure tolérance cellulaire. En effet, une difficulté fréquemment rencontrée avec les nucléases à doigts de zinc est leur grande sensibilité à l’environnement génomique réel dans lequel elles sont appelées à agir. Notamment, l’apparition de coupures parasites du génome est fréquente.
Les nucléases à doigts de zinc sont des outils de recherche et développement qui ont déjà été utilisés pour modifier des génomes variés, notamment par les laboratoires fédérés dans le Zinc Finger Consortium. L’entreprise américaine Sangamo Biosciences utilise les nucléases à doigts de zinc pour des travaux sur l’ingénierie génétique des cellules souches et la modification de cellules immunitaires à des fins thérapeutiques,. Des lymphocytes T modifiés font actuellement l’objet d’essais cliniques de phase I, portant sur le traitement d’un cancer du cerveau (le glioblastome) et la lutte contre le SIDA.

## Domaine nucléase
Le domaine de clivage non spécifique de l'endonucléase de restriction de type FokI est généralement utilisé comme domaine de clivage dans les ZFNs. Ce domaine de clivage doit se dimériser afin de cliver l'ADN et donc une paire de ZFNs sont nécessaires pour cibler les sites d'ADN non palindromiques. Les ZFNs standards fusionnent leur domaine de clivage à l'extrémité C-terminale de chaque domaine en doigt de zinc. Afin de permettre aux deux domaines de clivage de se dimériser pour cliver l'ADN, les deux ZFNs individuels doivent lier les brins opposés de l'ADN avec leurs extrémités C-terminales à une certaine distance. Les séquences de liaison les plus couramment utilisés entre le domaine en doigt de zinc et le domaine de clivage nécessite la séparation des extrémités 5 de chaque site de liaison par 5 à 7 pb.
Plusieurs techniques d'ingénierie des protéines ont été utilisées pour améliorer à la fois l'activité et la spécificité du domaine nucléase utilisé dans ZFNs. L'évolution dirigée a été utilisée pour générer une variante FokI avec une activité de clivage améliorée, que les auteurs ont surnommé « Sharkey ».